# Disney Streaming
Disney Streaming (precedentemente conosciuta come BAMTech Media) è una società tecnologica sussidiaria di The Walt Disney Company con sede a New York City.
I principali clienti dell'azienda sono ESPN Inc. (per ESPN+ e ESPN3), National Hockey League e TheBlaze.

## Storia
È stata fondata nel 2015 come divisione MLB Advanced Media (società controllata dalla Major League Baseball, focalizzata sulla fornitura di tecnologia streaming video, in particolare per i servizi over-the-top).
Inizialmente era controllata da MLB Advanced Media (azionista di maggioranza), con quote di minoranza detenute dalla NHL e da altri investitori.
Disney ha acquisito una quota di minoranza nella società nell'agosto 2016 per 1 miliardo di dollari e l'anno successivo ha annunciato l'intenzione di aumentare la propria partecipazione al 75% per 1,58 miliardi di dollari. L'accordo è stato approvato nel settembre 2017. Con l'acquisizione di BAMTech da parte di The Walt Disney Company, la società ha iniziato a sviluppare due servizi di streaming in abbonamento in linea con le proprietà Disney:  ESPN+ (sport) e Disney+ (intrattenimento).
Nell'agosto 2021, è stato annunciato che Disney stava acquistando la quota del 10% di proprietà della NHL per 350 milioni di dollari, salendo così a una quota di proprietà dell'85%. Il 29 novembre 2022, Disney ha annunciato l'acquisizione della restante quota del 15% per 900 milioni di dollari.